# 前卫站
前卫站是一个沈山线上的铁路车站，位于辽宁省葫芦岛市绥中县前卫镇，建于1897年，目前为四等站，邮政编码为121703。目前客运：办理旅客乘降；行李、包裹托运；货运：办理整车货物发到。